# Oxyura
Oxyura là một chi chim trong họ Vịt.

## Các loài
- Oxyura australis sinh sống ở Australia
- Oxyura ferruginea
- Oxyura jamaicensis sinh sống ở châu Mỹ
- Oxyura leucocephala sinh sống ở châu Âu
- Oxyura maccoa - sinh sống ở châu Phi
- †Oxyura vantetsi
- Oxyura vittata sinh sống ở Nam Mỹ

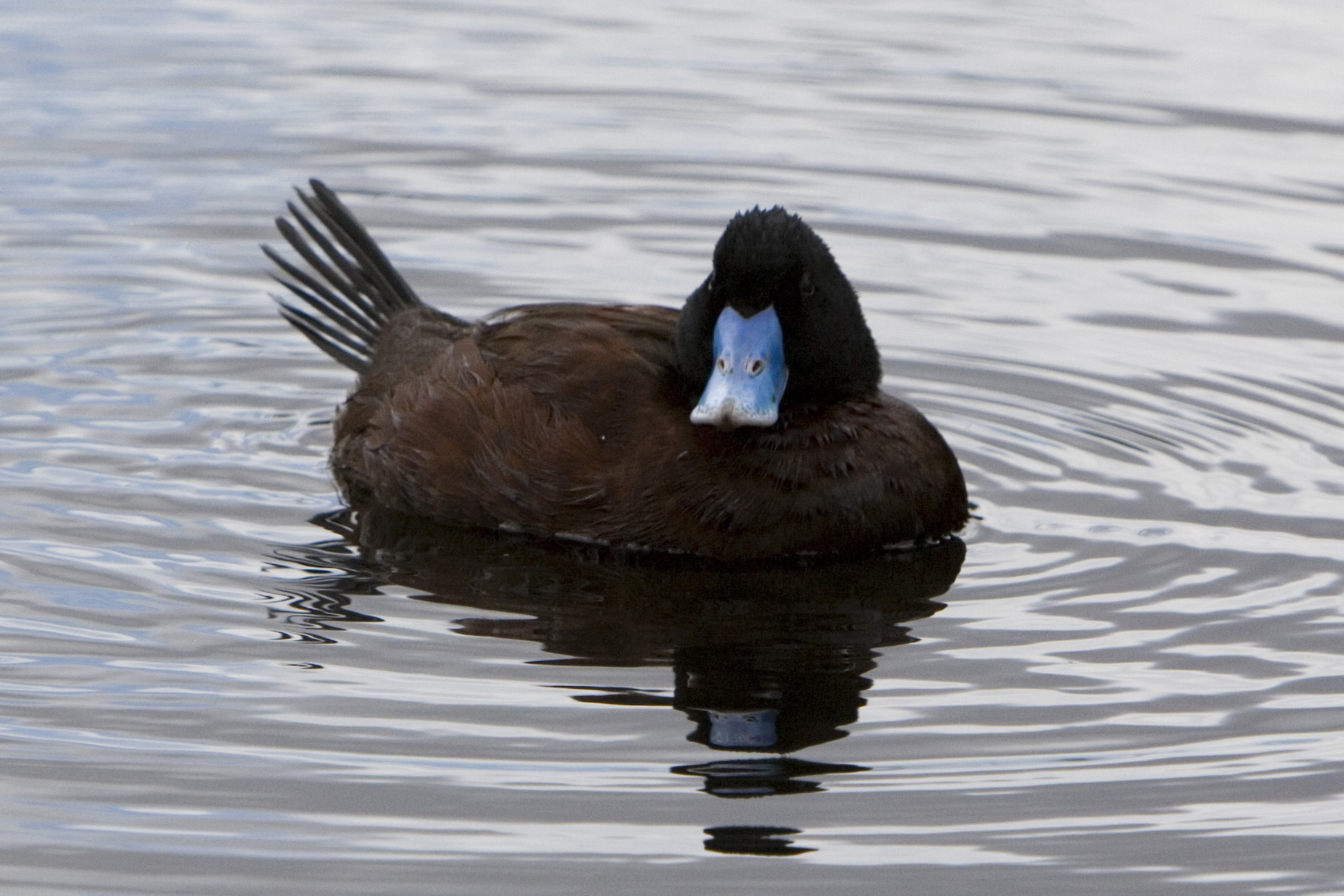
Oxyura australis
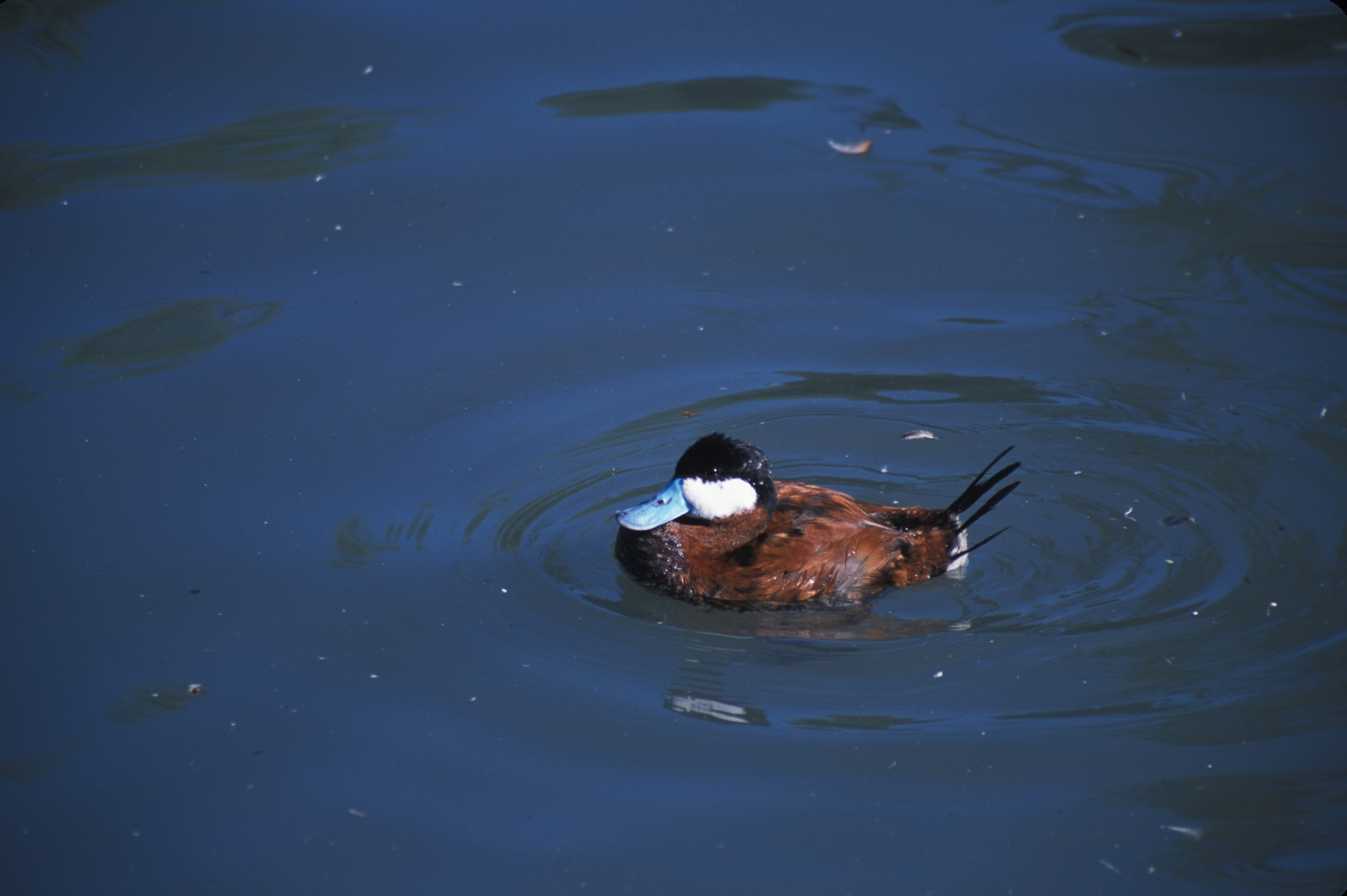
Oxyura jamaicensis
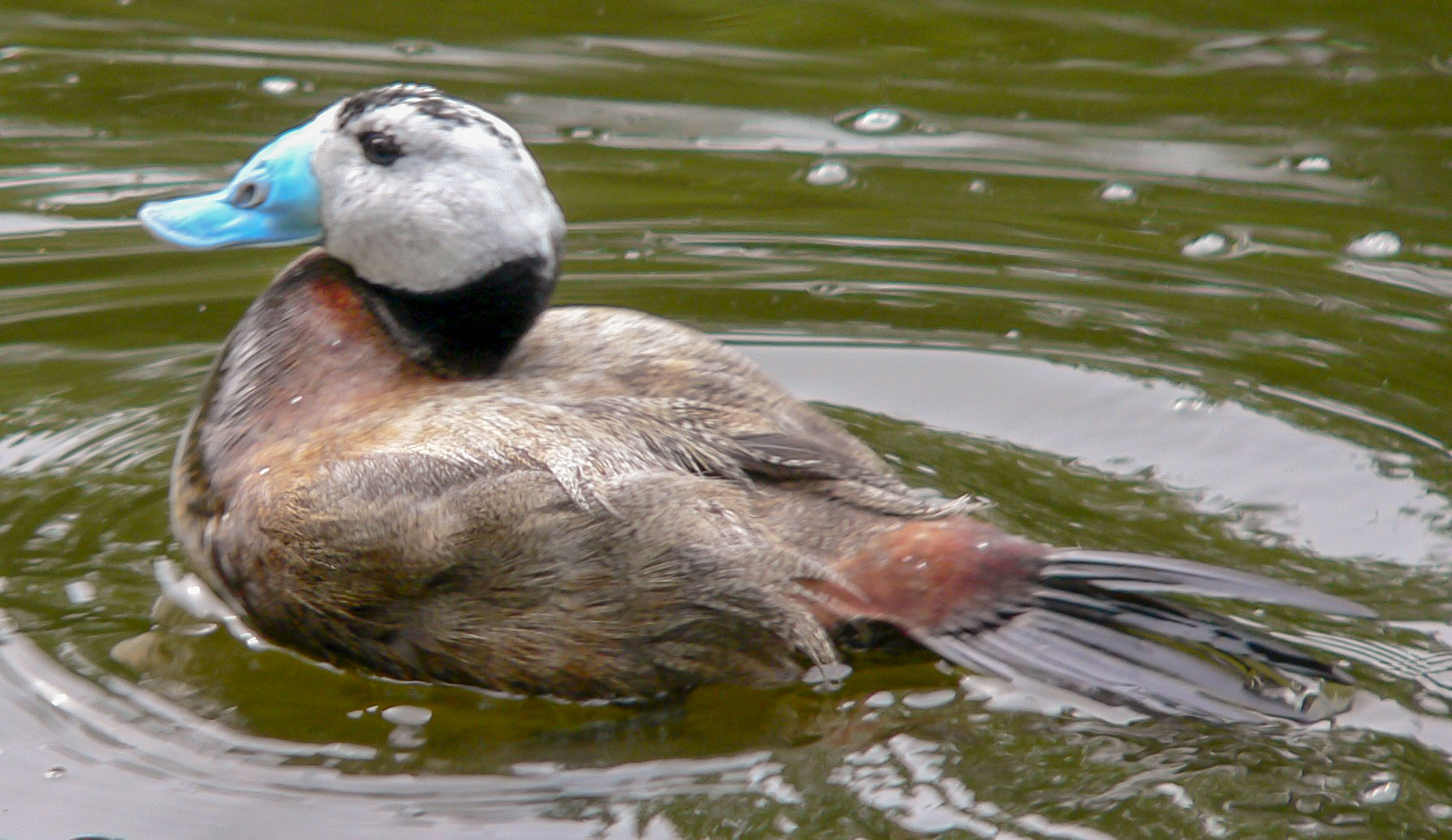
Oxyura leucocephala
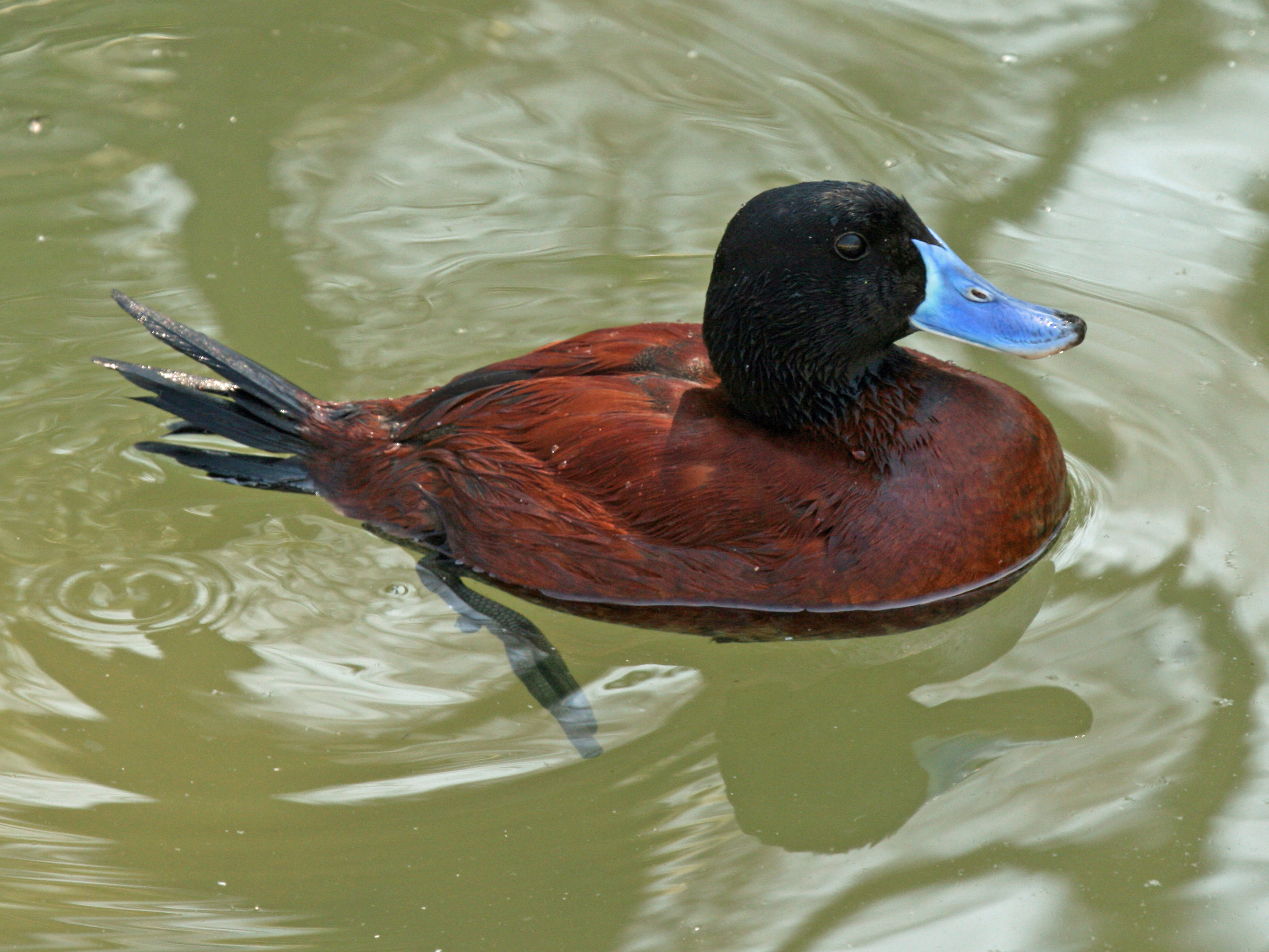
Oxyura vittata